# Bad Füssing
Bad Füssing (bis 1969 Füssing) ist eine Gemeinde im niederbayerischen Landkreis Passau und ein Kurort im Niederbayerischen Bäderdreieck. Das Thermalbad Füssing ist der wirtschaftliche Mittelpunkt der 1971 aus den Gemeinden Safferstetten, Egglfing am Inn, Würding und Aigen neu gebildeten Gemeinde Bad Füssing.

## Geographie

### Geographische Lage
Die Gemeinde liegt im südlichen Landkreis Passau in der flachen Pockinger Heide und am Inn, über den eine Brücke ins österreichische Obernberg am Inn führt. Der Ort befindet sich rund 30 Kilometer südlich von Passau, 20 Kilometer südwestlich von Schärding, gut 20 Kilometer nordwestlich von Ried im Innkreis, 25 Kilometer östlich von Simbach am Inn und etwa 150 Kilometer östlich der bayerischen Landeshauptstadt München sowie etwa rund 100 Kilometer westlich der oberösterreichischen Landeshauptstadt Linz.

### Niederbayerisches Bäderdreieck
Mit Bad Griesbach im Rottal und Bad Birnbach bildet Bad Füssing das Niederbayerische Bäderdreieck.

### Gemeindegliederung
Die Gemeinde hat 41 Gemeindeteile:
- Aichmühle
- Aigen am Inn
- Ainsen
- Angering
- Aufhausen
- Bad Füssing
- Brandschachen
- Dürnöd
- Egglfing a.Inn
- Eitlöd
- Flickenöd
- Geigen
- Gögging
- Hart
- Hilling
- Holzhaus
- Holzhäuser
- Hub
- Irching
- Mitterreuthen
- Oberreuthen
- Pichl
- Pimsöd
- Poinzaun
- Riedenburg
- Safferstetten
- Schieferöd
- Schöchlöd
- Steinreuth
- Thalau
- Thalham
- Thierham
- Unterreuthen
- Voglöd
- Weidach
- Wendlmuth
- Wies
- Würding
- Zieglöd
- Zwicklarn

### Nachbargemeinden

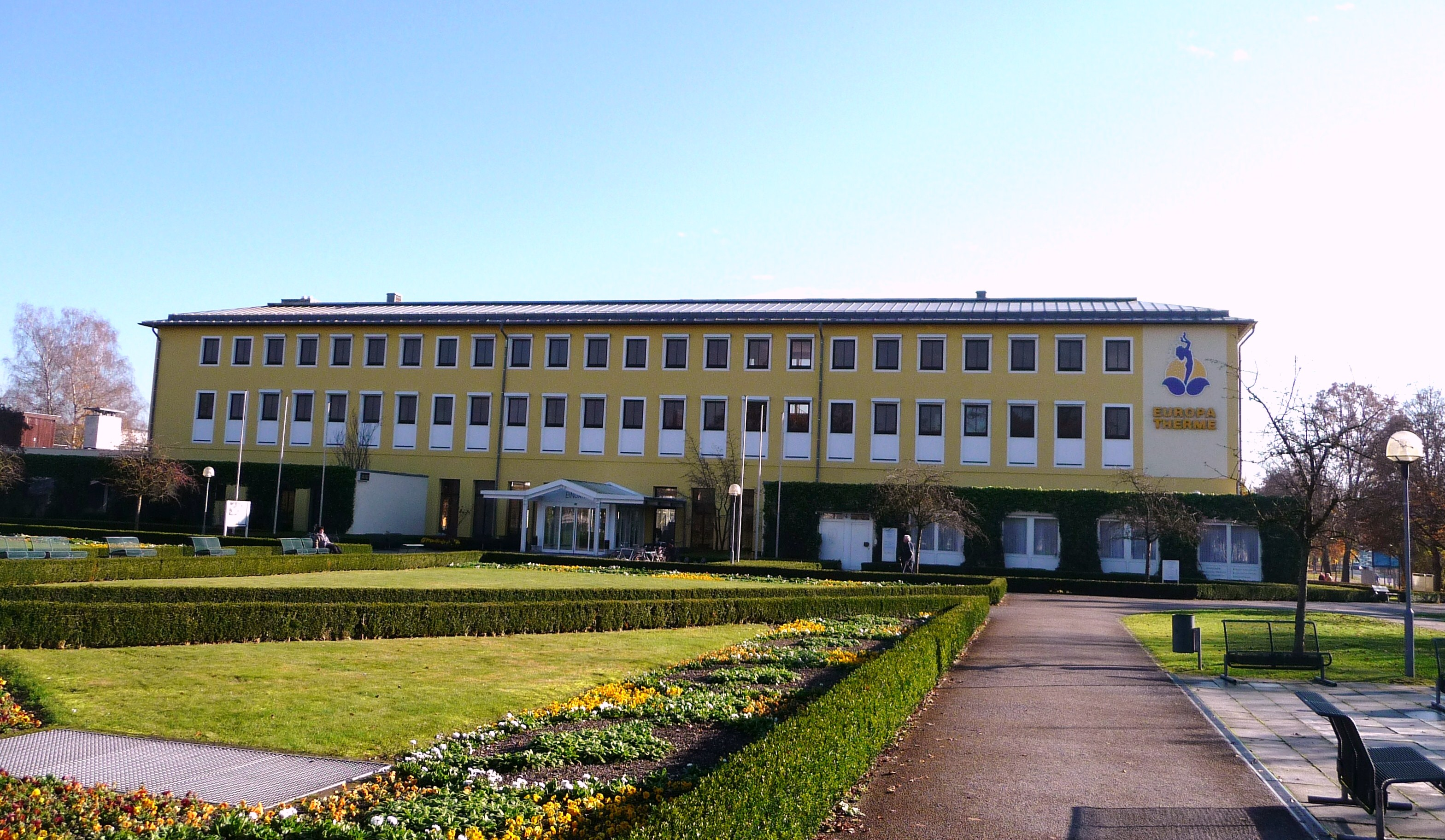
Die Europa Therme

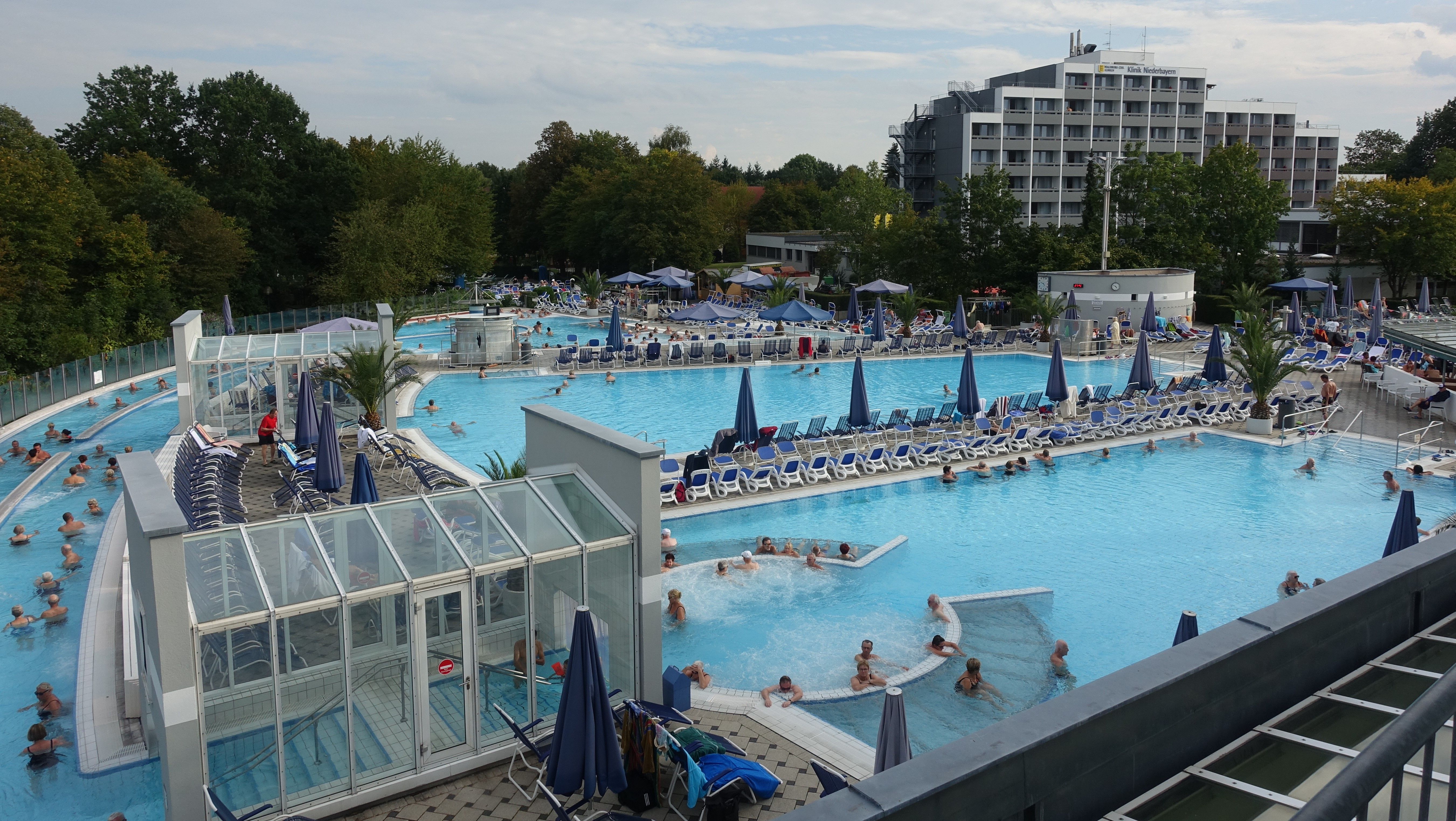
Europa Therme: Anlage und Bäder im Außenbereich

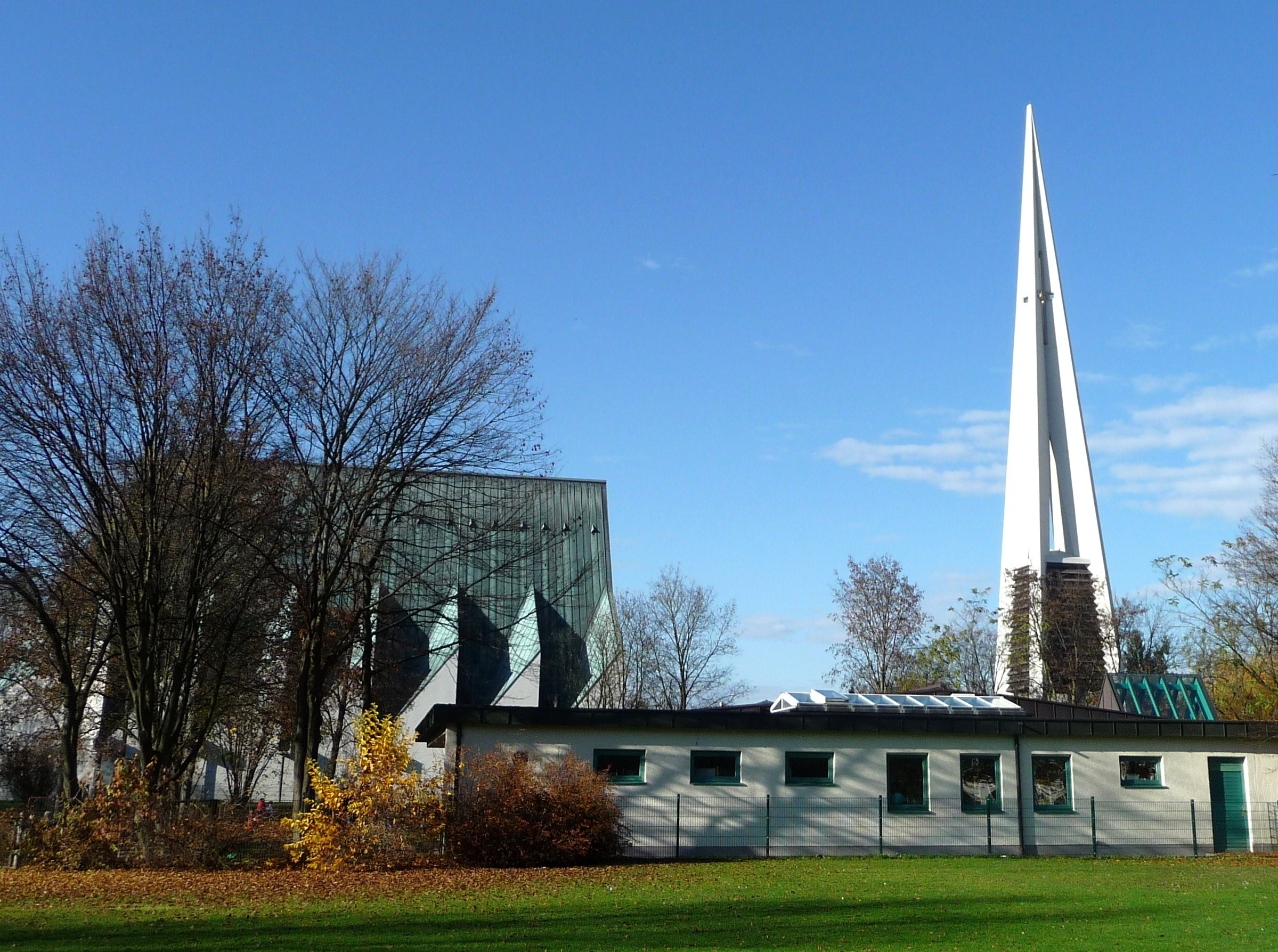
Die katholische Pfarrkirche Hl. Geist, im Vordergrund der katholische Pfarrkindergarten St. Christophorus

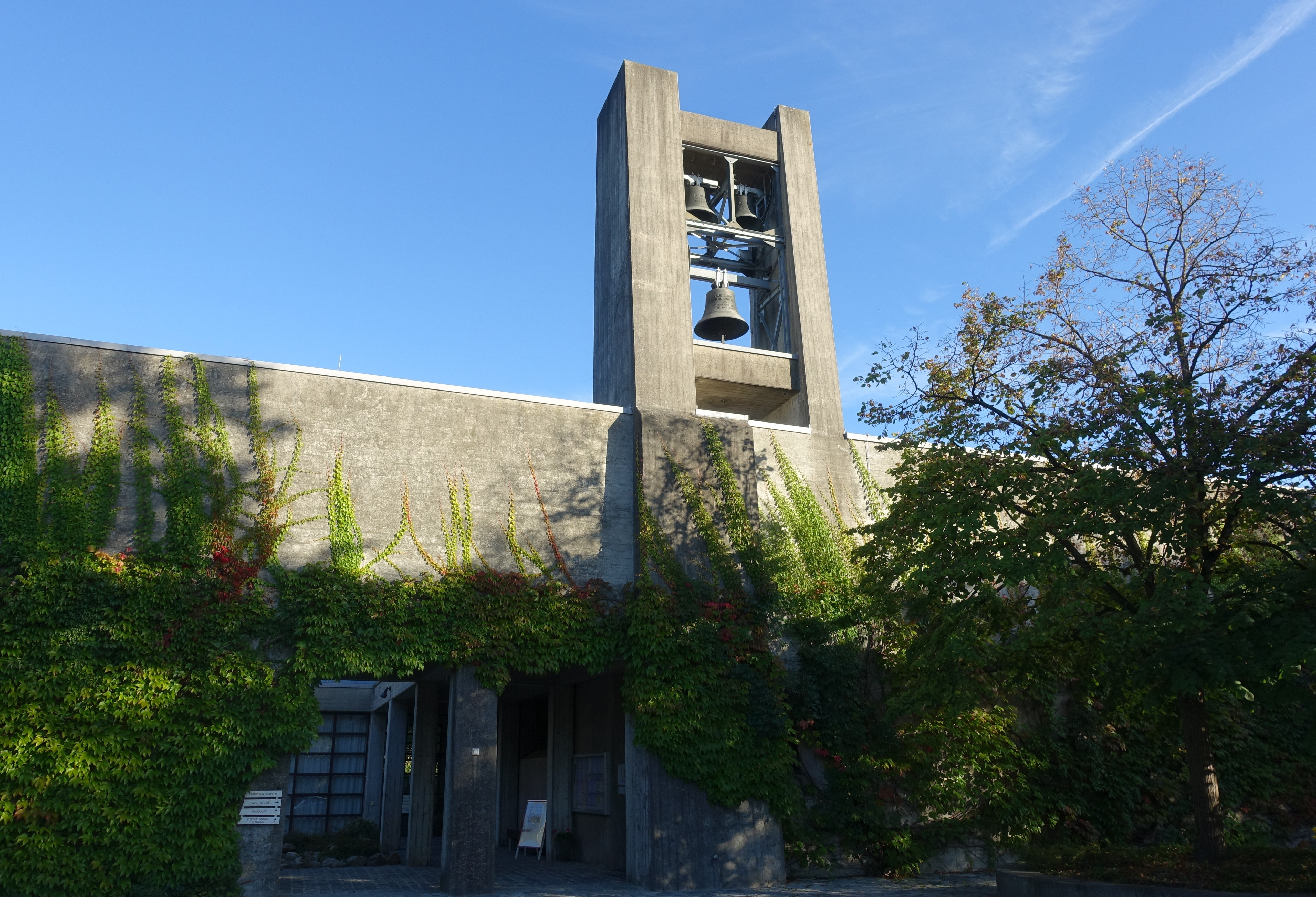
Evangelische Christuskirche in Bad Füssing

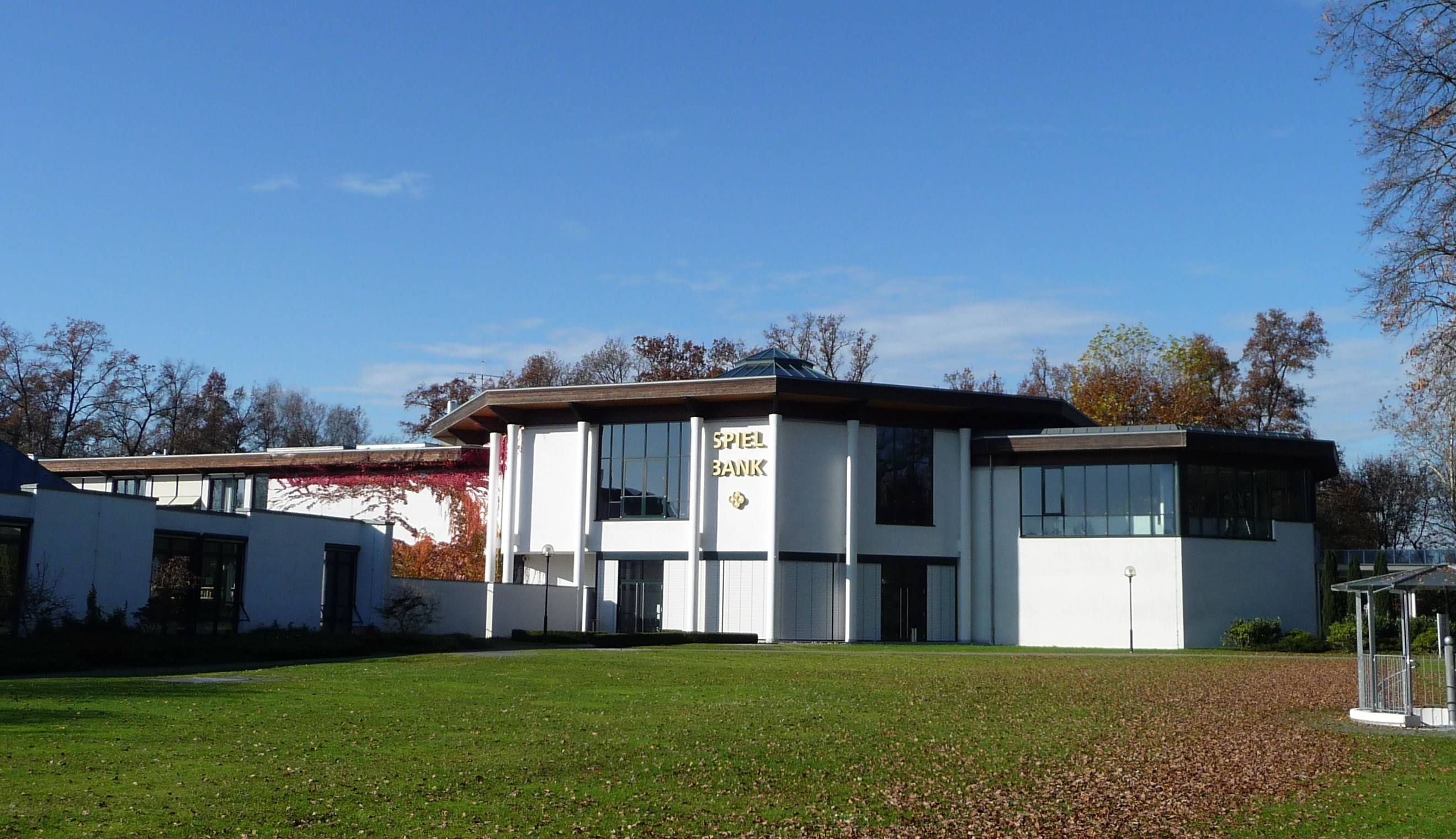
Die Spielbank Bad Füssing

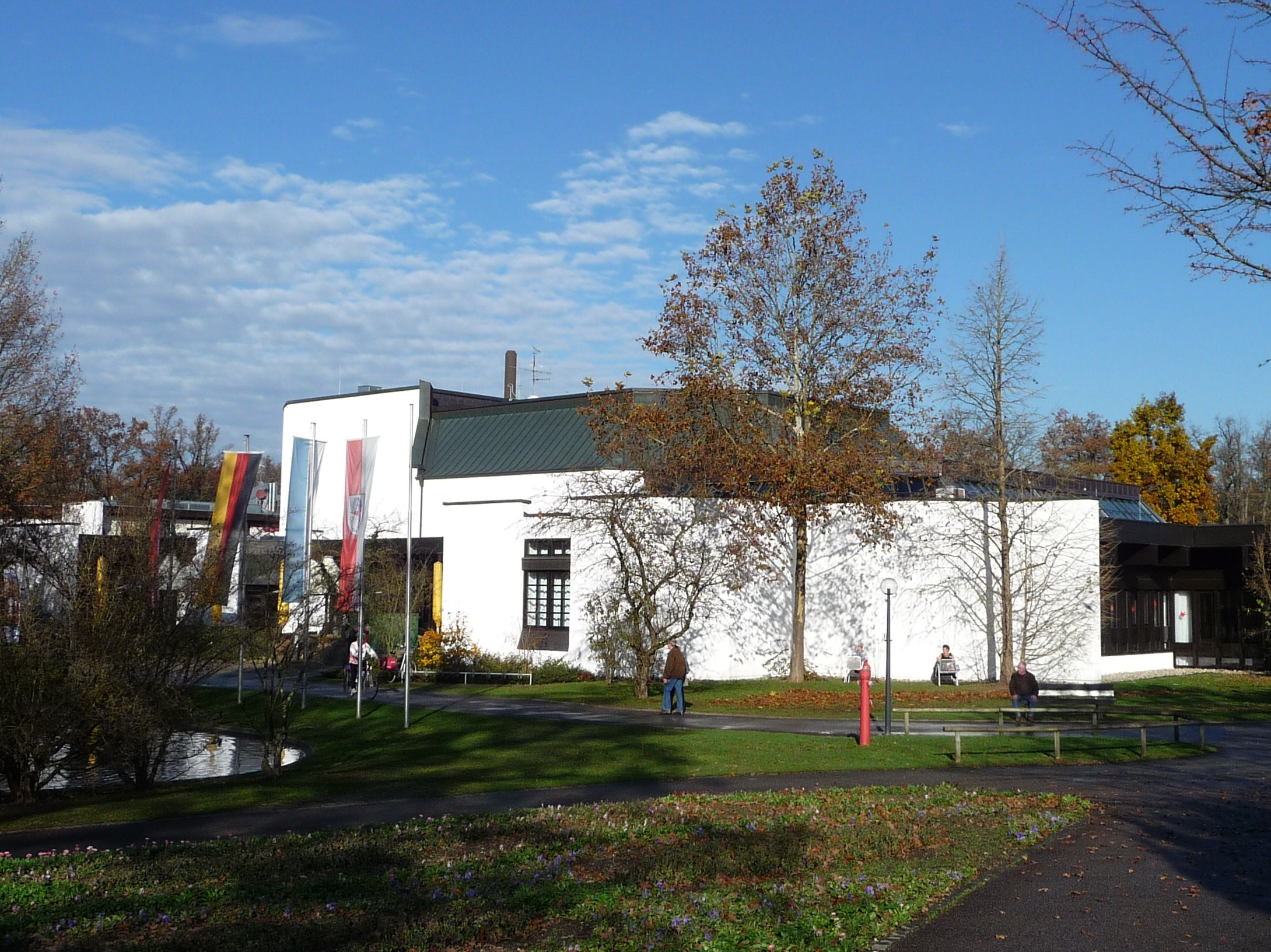
Das Große Kurhaus

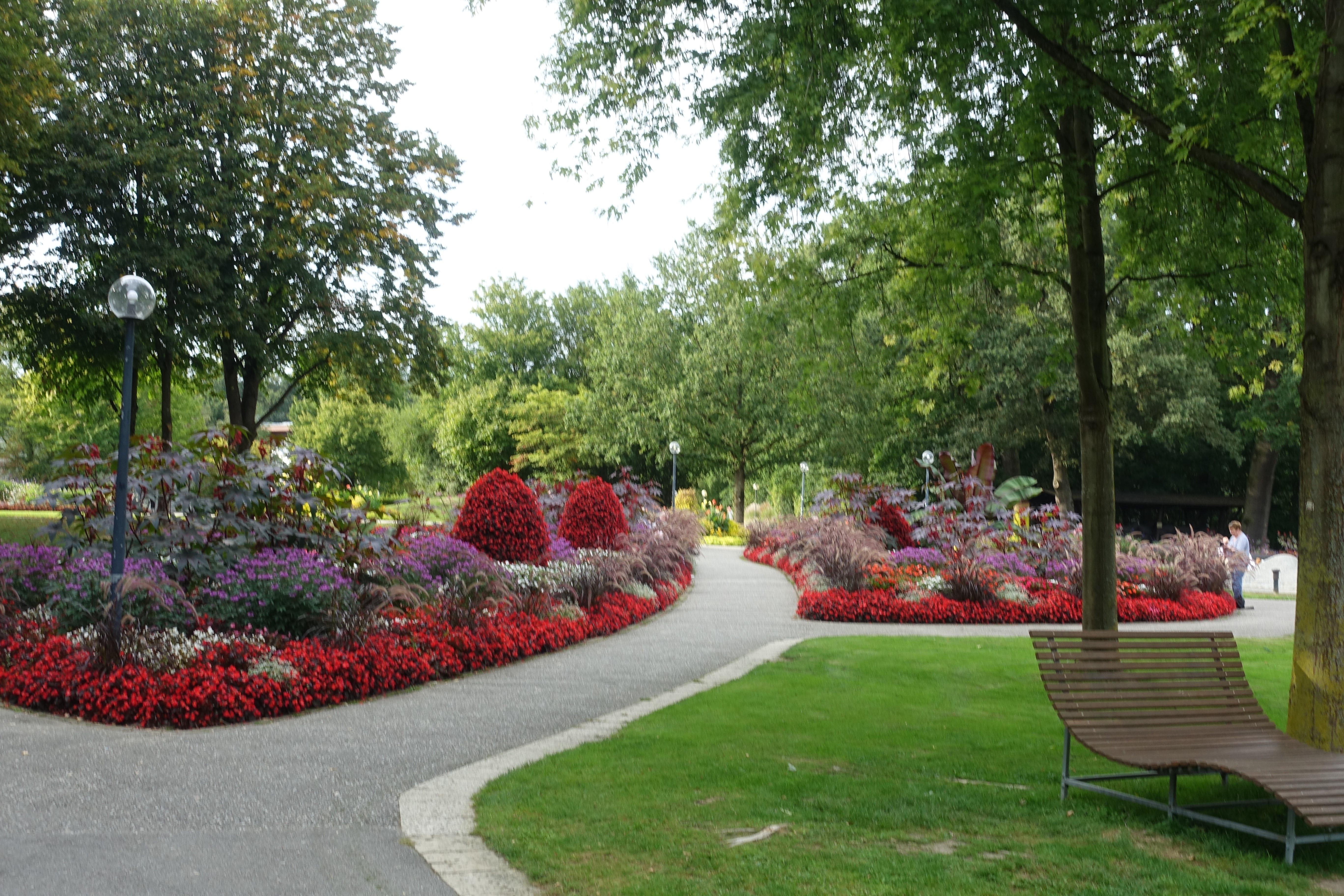
Der Kurpark

- Pocking
- Kirchham
- Malching
- Obernberg am Inn (Oberösterreich)

## Geschichte
Im Jahr 735 schenkte Bayernherzog Hugibert das Gut Safferstetten dem Salzburger Bischof. 1441 tauschte das Chorherrenkapitel zu Mattighofen mit dem Passauer Bischof Leonhard von Laiming die Hofmark Safferstetten gegen die Hofmark Reding.
Der Ortsteil Aigen am Inn wurde um das Jahr 1010 erstmals in historischen Urkunden erwähnt und ist für seine Leonhardifahrt bekannt, die jährlich am ersten Sonntag im November Reiter aus Bayern und den Alpenländern anzieht. Bereits seit dem Mittelalter ist die Verehrung des heiligen Leonhard in Aigen bezeugt. Die Ortschaft gilt als Keim der in Niederbayern weit verbreiteten Verehrung dieses Heiligen.
Bis zum Reichsdeputationshauptschluss im Jahr 1803, mit dem die seit 1175 passauische Herrschaft Riedenburg sowie das gesamte Hochstift Passau zum Kurfürstentum und späteren Königreich Bayern kamen, gehörte vom heutigen Gemeindegebiet nur der Weiler Füssing dem Kurfürstentum Bayern an, der Rest war passauisch.
Mit dem Frieden von Teschen 1779 kamen die östlich des Inn gelegenen Gebiete des Kurfürstentums Bayern als „Innviertel“ zu Österreich. Dies hatte auch Auswirkungen auf das heutige Gemeindegebiet, da der Untere Inn, der bis dahin in erster Linie ein Handelsweg innerhalb Bayerns gewesen war, damit zum Grenzfluss wurde und der Handel stark einbrach.
Mit dem bayerischen Gemeindeedikt von 1818 entstanden die politischen Gemeinden Safferstetten, Egglfing am Inn, Würding und Aigen.
Nachdem 1937/38 bei der Suche nach Öl im damaligen Safferstettener Gemeindeteil Füssing Thermalquellen gefunden wurden, begann in den 1950er-Jahren der Kurbetrieb. 1969 wurde dem Gemeindeteil Füssing der Titel „Bad“ verliehen. Mit der Gemeindegebietsreform wurde am 1. April 1971 aus den Gemeinden Safferstetten, Egglfing am Inn und Würding die Gemeinde Bad Füssing neu gebildet. Aigen kam am 1. Januar 1972 hinzu. 1999 eröffnete in Bad Füssing eine konzessionierte Spielbank.
Bad Füssing entwickelte sich binnen weniger Jahrzehnte mit über zwei Millionen Übernachtungen pro Jahr zu einem bedeutenden Kurort.

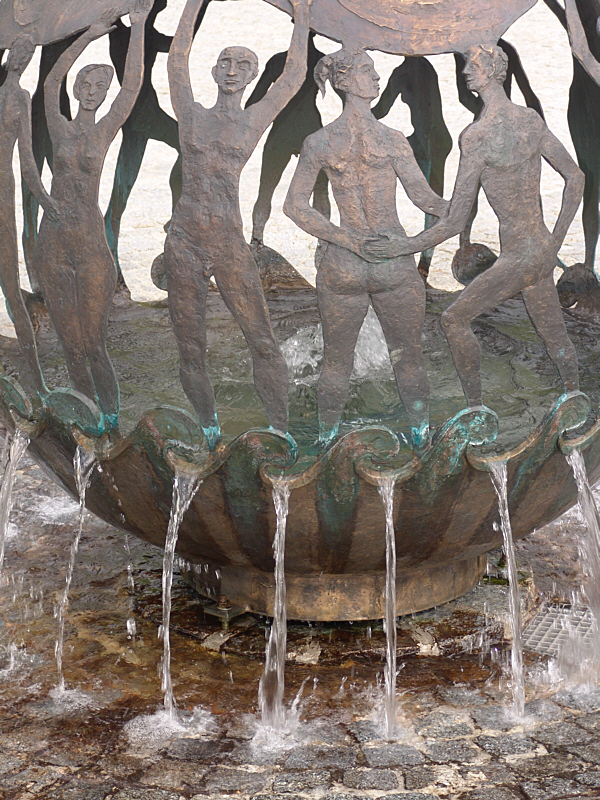
Brunnen in Bad Füssing

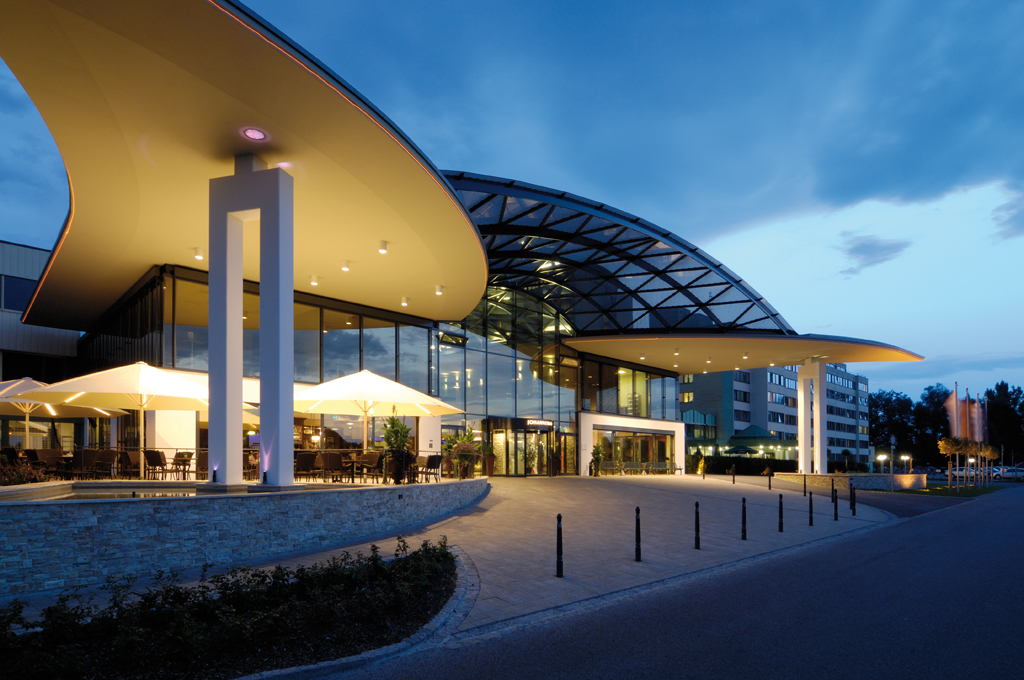
Eingangsbereich Johannesbad

### Einwohnerentwicklung
Zwischen 1988 und 2018 wuchs die Gemeinde von 5190 auf 7572 um 2382 Einwohner bzw. um 45,9 % – der höchste prozentuale Zuwachs im Landkreis im genannten Zeitraum.

## Politik

### Gemeinderat
Der Gemeinderat Bad Füssing besteht aus 20 Mitgliedern und dem ersten Bürgermeister. Die Wahl am 15. März 2020 hatte folgendes Ergebnis:
|                                                  | Sitze | Stimmenanteil |
| ------------------------------------------------ | ----- | ------------- |
| CSU                                              | 6     | 29,22 %       |
| Bündnis 90/Die Grünen                            | 1     | 7,24 %        |
| SPD                                              | 1     | 2,99 %        |
| Wählergemeinschaft Bürgerliche Einigkeit Würding | 4     | 19,89 %       |
| Wählergemeinschaft Aigen a.Inn                   | 3     | 12,43 %       |
| Wählergemeinschaft Einigkeit Egglfing            | 2     | 10,46 %       |
| Unabhängige Bürgergemeinschaft                   | 1     | 6,23 %        |
| Wählergemeinschaft Bad Füssing                   | 1     | 7,07 %        |
| Wählergemeinschaft Irching                       | 1     | 4,48 %        |
| Gesamt                                           | 20    | 100,00 %      |

### Bürgermeister
Erster Bürgermeister ist seit 1. Mai 2020 Tobias Kurz (Wählergemeinschaft Bürgerliche Einigkeit Würding); er wurde bei der Stichwahl am 29. März 2020 mit 54,8 % der Stimmen gewählt. Seine Stellvertreter sind Martin Neun (WG Egglfing) als zweiter Bürgermeister und Brigitte Steidele (Bündnis 90/Die Grünen) als dritte Bürgermeisterin.
Vorgänger von Kurz war vom 1. Mai 2002 bis 30. April 2020 Alois Brundobler (CSU/Wählergemeinschaften).
Vom 1. Mai 1984 bis 30. April 2002 war Franz Gnan 1. Bürgermeister von Bad Füssing.

### Gemeindepartnerschaften
- Italien: Mit Abano Terme, einem Heilbad, bestehen partnerschaftliche Beziehungen.[6]

### Wappen
| Wappen von Bad Füssing | Blasonierung: „In Silber über einer nach dem unteren Schildrand gelegten blauen fünfzehngliedrigen Kette mit offenen Schellen an beiden Enden ein roter zweischaliger Brunnen mit konischer Zentralsäule und blauer mittiger Fontäne aus der kleinen oberen Schale, in zwei Strahlen sich in die untere Schale ergießend.“ |
| Wappen von Bad Füssing | Wappenbegründung: Der heraldisch stilisierte Brunnen symbolisiert das Thermalbad Füssing, entstanden 1972 aus den Gemeinden Safferstetten, Egglfing am Inn, Würding und Aigen und steht somit auch für den Namenszusatz „Bad“. Die Kette ist ein Attribut des heiligen Leonhard von Noblat und erinnert an die über lange Zeit bestehende Leonhardiwallfahrt nach Aigen. Bad Füssing führt das Wappen seit 1973 aufgrund des Gemeinderatsbeschlusses und Zustimmung der Regierung von Niederbayern mit Schreiben vom 20. Februar 1973. |

## Wirtschaft und Infrastruktur

### Arbeitsplätze
2017 gab es in der Gemeinde 3744 sozialversicherungspflichtige Arbeitsplätze. Von der Wohnbevölkerung standen 2185 Personen in einem versicherungspflichtigen Beschäftigungsverhältnis. Damit war die Zahl der Einpendler um 1559 Personen größer als die der Auspendler. 137 Einwohner waren arbeitslos.

### Verkehr

#### Straßenverkehr
Durch die Staatsstraße 2110 und 2117 ist die Gemeinde mit der Bundesstraße 12 verbunden, die durch die Nachbargemeinden führt. Diese Bundesstraße wird mit voraussichtlicher Fertigstellung 2026 zur Bundesautobahn 94 ausgebaut. Etwa 15 km entfernt verläuft die Bundesautobahn 3.

#### Schienenverkehr
Nächstgelegener Personenbahnhof ist der ca. 8 km entfernte Bahnhof Pocking an der Bahnstrecke Passau–Mühldorf. Bis zum Fahrplanwechsel im Dezember 2014 war auf dieser Bahnstrecke an Samstagen noch einer der letzten Urlaubs-Intercitys von und nach Hamburg durchgebunden.
Zwischen 1894 und 1996 durchquerte die Bahnstrecke Simbach am Inn–Pocking das Gemeindegebiet mit einem bis zum 1. Juni 1969 bedienten Halt in Aigen am Inn. Diese wurde bis 2002 vollständig abgebaut und zu einem Radweg umgestaltet.
In Österreich führt die Salzkammergutbahn mit den Halten Hart im Innkreis und Antiesenhofen ca. 10 km an Bad Füssing vorbei. Diese verbindet Schärding mit Ried im Innkreis.

#### Busverkehr
Der Regionalbusverkehr in der Gemeinde ist in die Verkehrsgemeinschaft Landkreis Passau integriert. Sie ist dabei das Linienende der Verbindung Passau–Pocking–Bad Füssing die im Taktverkehr bedient wird. Daneben bietet das lokale Busunternehmen Eichberger einen Ortsbusverkehr mit fünf Linien an. Kurgäste können diesen kostenfrei in Anspruch nehmen.
Von Montag bis Samstag ist der Thermalkurort durch einen Direktbus der DB-Tochter RBO mit dem Hauptbahnhof München verbunden.

### Entwicklung des Fremdenverkehrs
1947 hatte Safferstetten 80 landwirtschaftliche Anwesen, der Weiler Füssing bestand aus sechs Gehöften.
| Jahr | Einwohner | Betten | Übernachtungen |
| ---- | --------- | ------ | -------------- |
| 1947 | 476       | —      | —              |
| 1957 | 707       | 230    | 14.060         |
| 1960 | 708       | 730    | 113.800        |
| 1965 | 806       | 1.530  | 306.949        |
| 1975 | 6.056     | —      | 1.565.000      |
| 1985 | 6.423     | 11.695 | 2.570.508      |
| 2004 | 6.463     | 14.692 | 2.626.837      |
| 2008 | 6.569     | 14.733 | 2.611.683      |
| 2012 |           | 12.524 | 2.372.280      |
| 2014 |           | 12.029 | 2.291.029      |

Die Marke von zwei Millionen Übernachtungen pro Jahr erreichte Bad Füssing erstmals 1979.

### Kureinrichtungen
Das 56 Grad warme Thermalwasser hilft unter anderem bei Arthritis, Wirbelsäulenleiden, Osteoporose und Stoffwechselkrankheiten wie Gicht. Auch für die Nachbehandlung von chirurgischen Eingriffen und zur Rehabilitation nach einem Herzinfarkt werden Kuraufenthalte in Bad Füssing empfohlen.
Es gibt folgende öffentliche Kureinrichtungen:
- Therme Eins
- Europa Therme
- Johannesbad (Johannesbad Unternehmensgruppe)
- Saunahof

Darüber hinaus sind mehrere Hotels an die Thermalwasser-Ringleitung angeschlossen und bieten hauseigene Bewegungs- und/oder Sprudelbäder an.

### Bildung
2018 gab es in der Gemeinde laut amtlicher Statistik
- vier Kindertageseinrichtungen mit insgesamt 263 Plätzen und 246 Kindern
- eine Grundschule mit Außenstellen im Ortsteil Aigen am Inn und der Nachbargemeinde Kirchham.

#### Bibliotheken
Es gibt drei Bibliotheken im Gemeindegebiet:
- Bücherdreieck Bad Füssing[11]
- Katholische Volksbücherei Aigen am Inn[12]
- Katholische Pfarrbücherei Egglfing

#### Vereine
In Bad Füssing gibt es zahlreiche Vereine:
- EC/DJK Aigen am Inn[13]
- FC Bad Füssing
- SV Würding
- SV Aigen a.Inn
- SC Egglfing

## Sehenswürdigkeiten
- Pfarrkirche Heilig Geist (römisch-katholisch) in Bad Füssing
- Christuskirche (evangelisch) in Bad Füssing
- Spielbank Bad Füssing
- Wallfahrtskirche Maria Himmelfahrt zu St. Leonhard in Aigen
- Leonhardi-Museum in Aigen, Heimatmuseum unter anderem zur Geschichte der Leonhardi-Wallfahrt
- Bernsteinmuseum Bad Füssing
- 2 preisgekrönte Kinos[14][15]: Filmgalerie & Kino im Großen Kurhaus[16][17]

## Persönlichkeiten

### Ehrenbürger
- 1976: Karl Freiherr von Moreau (1916–1997), Bezirkstagspräsident von Niederbayern 1970–1978
- 1984: Max Frankenberger (†), Bürgermeister der Gemeinde Bad Füssing (vorher Safferstetten) 1960–1984
- 1997: Sebastian Schenk (1929–1998), Bezirkstagspräsident von Niederbayern 1978–1998
- 1997: Alfred Hanel (†), Lehrer
- 2021: Franz Gnan († 2022), Bürgermeister der Gemeinde Bad Füssing von 1984 bis 2002, erhielt die Bürgermedaille der Gemeinde Bad Füssing

### Mit Bad Füssing verbunden
- Eduard Zwick (1921–1998), Mediziner und Unternehmer, genannt der „Bäderkönig“, förderte den Aufstieg Bad Füssings zum Badekurort
- Joachim Kardinal Meisner (1933–2017), emeritierter Erzbischof von Köln, verstorben in Bad Füssing
- Franz Gnan (1936–2022), niederbayerischer Politiker, Bürgermeister von Bad Füssing
- Johannes Zwick (* 1955), Mediziner und Unternehmer (Johannesbad Unternehmensgruppe)